# Musiri
Musiri là một thị xã panchayat của quận Tiruchirappalli thuộc bang Tamil Nadu, Ấn Độ.

## Địa lý
Musiri có vị trí 10°56′B 78°27′Đ / 10,93°B 78,45°Đ Nó có độ cao trung bình là 82 mét (269 feet).

## Nhân khẩu
Theo điều tra dân số năm 2001 của Ấn Độ, Musiri có dân số 27.886 người. Phái nam chiếm 50% tổng số dân và phái nữ chiếm 50%. Musiri có tỷ lệ 75% biết đọc biết viết, cao hơn tỷ lệ trung bình toàn quốc là 59,5%: tỷ lệ cho phái nam là 80%, và tỷ lệ cho phái nữ là 69%. Tại Musiri, 11% dân số nhỏ hơn 6 tuổi.